# Calendari de Coligny

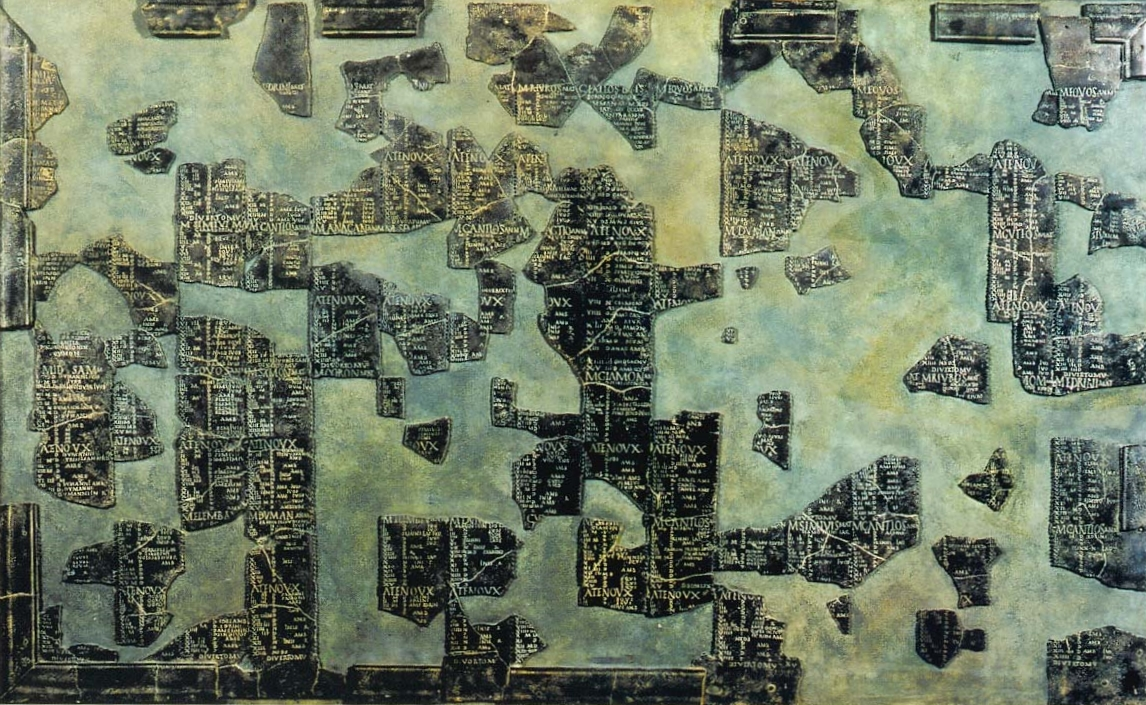
Vista de la placa ensamblada

El Calendari de Coligny gal és una troballa que aparegué a Coligny, al departament d'Ain, a l'estat francés (46° 23′ N, 5° 21′ E / 46.383°N,5.350°E 46° 23′ N, 5° 21′ E / 46.383°N,5.350°E / 46.383, 5.350), a prop de Lió, al 1897, juntament amb el cap d'una estàtua de bronze d'una figura masculina jove. És un calendari lunisolar.
Està gravat en una placa de bronze, preservat en 73 fragments que originàriament eren d'1,48 m d'amplada i 0,9 m d'alçada, i deu datar de finals del segle ii. Té inscripcions capitals llatines i en gal. La placa restaurada té setze columnes verticals, amb 62 mesos distribuïts sobre cinc anys.
L'arqueòleg francés J. Monard creia que l'havien gravat druides que volien preservar la tradició de mantenir el temps en el període en què el calendari julià s'havia imposat en l'Imperi romà. La forma general del calendari, però, fa pensar en els calendaris públics (o parapegmata) trobats en diferents llocs del món grec i romà.
Un calendari semblant es pot trobar a prop de Villards-d'Héria (46° 25′ N, 5° 44′ E / 46.417°N,5.733°E 46° 25′ N, 5° 44′ E / 46.417°N,5.733°E / 46.417, 5.733), del qual només es conserven vuit bocins. Actualment es conserva al Museu d'Arqueologia del Jura a Lons-le-Saunier.

## Sistema
El calendari celta continental es va reconstruir a partir dels calendaris de Coligny i de Villards-d'Héria, i:
- era un calendari lunisolar, que sincronitza l'any solar i el mes lunar.
- els mesos eren lunars. Els investigadors discrepen sobre si el començament del mes era la lluna nova o la plena.
- l'any lunar comú tenia 354 o 355 dies.
- l'any del calendari començava amb Samonis, que sembla que correspon a l'antic Samhain irlandés, que comença l'any amb la tardor. Com que Samon en gal significa 'estiu', però, l'inici del calendari és discutible.[1] Le Contel i Verdier (1997) argumenten que l'inici de l'any n'és l'estiu, mentre que Monard (1999) pensa n'és la tardor.
- l'entrada TRINVX[tion] SAMO[nii] SINDIV ('hui tres-nits de Samonis') el 17 de Samonis suggereix que la festa de Samhain durava si més no tres nits.
- l'any solar s'aproximava per la inserció d'un tretzé mes intercalat cada dos anys i mig (diferent al calendari islàmic, en què l'any del calendari continua canviant en relació amb l'any solar). Els mesos afegits s'intercalaven abans de Samonis en el primer any, i entre Cutis i Giamonis en el tercer any. El nom del primer mes intercalat no és coneix pas amb certesa: el text és fragmentari i només es coneix Mid; el segon mes intercalar és Cialls bis Sonnocings.[1]
- els mesos es dividien en dues meitats; el principi de la segona meitat es denominava Atenoux. La unitat bàsica del calendari celta era d'aquesta forma la quinzena o mig mes, com també ho indiquen alguns elements del folklore celta. La primera meitat sempre constava de 15 dies, i la segona variava de 14 a 15 dies en mesos alterns (semblant al calendari hindú).
- els mesos de 30 dies es denominaven Mats, afortunats, mentre que els de 29 dies eren Anmats, desafortunats.
- un simple cicle de cinc anys semblaria ser insuficientment exacte; la successió de mesos intercalats es completa cada trenta anys, després de cinc cicles de 62 lunacions amb dos mesos intercalars, i un cicle de 61 lunacions, amb un sol mes intercalar, o després d'un total d'11 mesos intercalats. Això significa que hi ha exactament 371 lunacions en 30 anys, la qual cosa és exacta per a un dia cada 20 o 21 anys de mitjana (és menys exacte que el calendari julià, el qual canvia un dia en aproximadament 130 anys, però ignora els mesos lunars). Sembla que un "cicle de 30 anys" no era prescriptiu, i que un mes extra se'n podria ometre per necessitat (és a dir, al voltant d'uns 300 anys després de l'inici del calendari).

La interpretació del mot atenoux com a 'nit retornada' és improbable i 'renovant' semblaria més probable; així, el mes començaria amb lluna nova i, per tant, atenoux indicaria la renovació, la lluna plena.

## Mesos

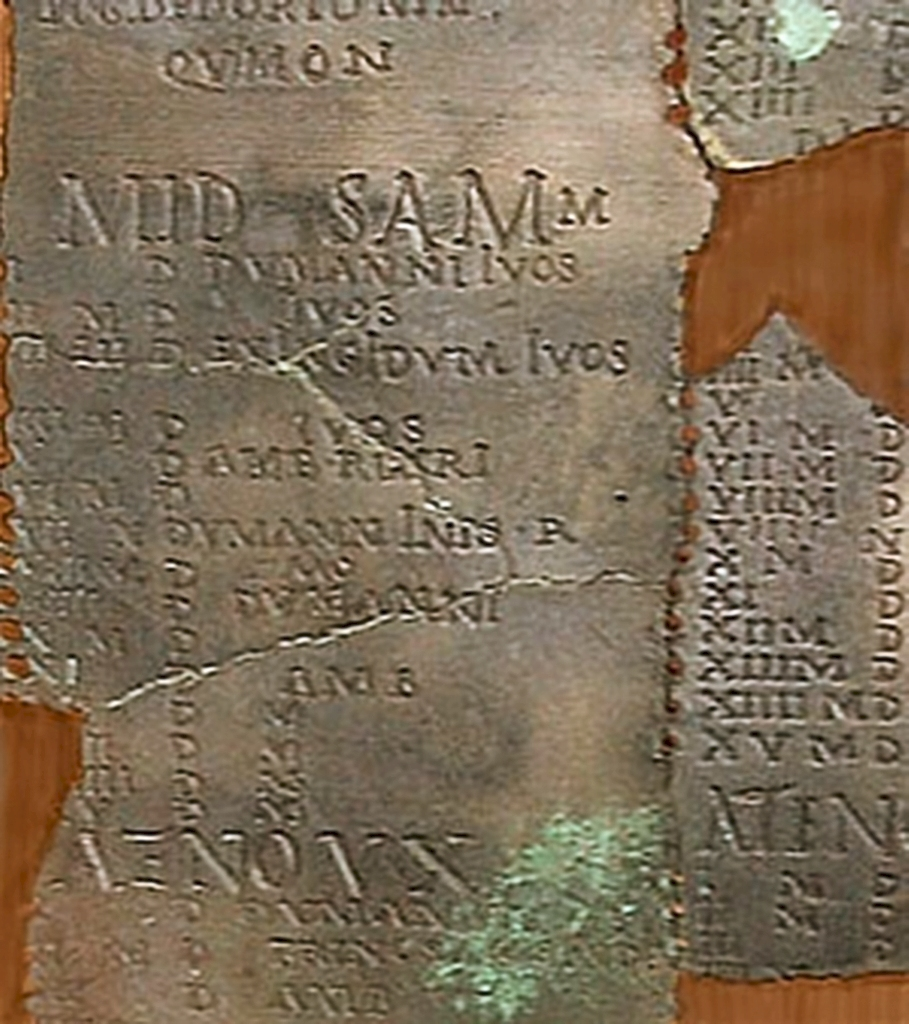
Detall de Mid Samonis